# 平和堂貿易
平和堂貿易株式会社（へいわどうぼうえき）は、かつて高級腕時計や宝石・貴金属の輸入・卸売を行っていた日本の商社である。
滋賀県を中心にスーパーマーケットを展開する企業の平和堂とは無関係である。

## 概要
1952年4月に創業し、1956年10月に法人へ改組。主に百貨店にテナントとして出店したり、展示会である「秀宝展」などして販路を広げ、テレビのクイズ番組などの賞品にスイス製高級腕時計『テクノス』を提供し、同様の手法を採った酒田時計貿易（2000年に倒産）の『ラドー』とともに知名度を高めることに貢献した他、プロ野球日本シリーズにも、2003年度まで敢闘選手賞の賞品として『ウォルサム』を提供していた。
しかし、バブル崩壊以降は高級宝飾品市場が縮小し、海外メーカーが日本法人を設立するなど経営状況が悪化したと同時に、海外メーカーの日本法人にヘッドハンティングされて退社する社員が相次いだ。1996年9月期には約124億6200万円の売上があったが、1998年に2代目社長が経営方針を巡って対立したことにより社長を退任したと同時に、2代目社長は後に海外有名宝飾ブランドの日本法人トップに就任した。
2002年に就任した新社長は、財務体質の改善などに乗り出すことになった。2003には東麻布1丁目にあった自社ビルを売却して本社を賃貸ビルへ移転。しかし、経営改革は進まず、ECサイトによる販売も試験的に開始したものの、本格的な開始には至らなかった。社員構成も若手社員が相次いでヘッドハンティングされたために高齢化していた。
リーマン・ショックや東日本大震災などにより売上がさらに低下し、2012年9月期は売上が15億円を割り込み、2015年9月期の売上は約11億5400万円とピーク時の10分の1にまで落ち込んだと同時に、5期連続の赤字を計上。展示会である「秀宝展」も2016年は来客数が大幅に激減したと同時に、「秀宝展」の来客数の激減に幹部はショックを受けた。
支援スポンサー探しを行ったものの最終的に見つからず、2016年10月3日に東京地方裁判所へ自己破産を申請し、同日破産手続き開始決定を受けた。負債総額は約7億円。元幹部は破産手続開始決定の翌日に本社を訪問した日本経済新聞の記者に対して「百貨店頼りの販売方法を変えることが出来なかった。客層も広げられず、客層も常連の高齢者だけとなっていた」などとコメントした。
平和堂貿易は2018年6月25日に法人格が消滅した。

## 主な取扱ブランド
- 宝石
  - クイーン
  - ウオルサム・ジュエリー
  - ステファン・ハフナー
  - ゲー・フレヤー
  - トレベール

- 腕時計
  - ウオルサム
  - ブルー
  - センチュリー
  - フェスティナ

かつてはテクノスを取り扱っていた。

## 旧本社のアスベスト問題
1972年から2003年まで東京都港区東麻布1丁目にあった平和堂貿易旧本社ビルの解体に際し、竹中工務店が適切な措置を施さずに撤去作業を行ったため、アスベストが飛散した疑いがもたれている。